# Юнацька збірна Португалії з футболу (U-16)
Юнацька збірна Португалії з футболу (U-16) — національна футбольна збірна Португалії, що складається із гравців віком до 16 років. Керівництво командою здійснює Португальська футбольна федерація. Збірна може брати участь у товариських і регіональних змаганнях.
Формує найближчий кадровий резерв для основної юнацької збірної, команди до 17 років, яка може кваліфікуватися на Юнацький чемпіонат Європи з футболу (U-17). До зміни формату юнацьких чемпіонатів Європи у 2001 році саме команда 16-річних функціонувала як одна з основних юнацьких збірних і була регулярним учасником континентальних юнацьких першостей з футболу, вигравши ці змагання чотири рази. До 1991 року також боролося за право участі у чемпіонатах світу U-16.

## Виступи на міжнародних турнірах

### Юнацький чемпіонат світу (U-16)
| Статистика чемпіонатів світу (U-16) | Статистика чемпіонатів світу (U-16) | Статистика чемпіонатів світу (U-16) | Статистика чемпіонатів світу (U-16) | Статистика чемпіонатів світу (U-16) | Статистика чемпіонатів світу (U-16) | Статистика чемпіонатів світу (U-16) | Статистика чемпіонатів світу (U-16) | Статистика чемпіонатів світу (U-16) | Статистика чемпіонатів світу (U-16) |
| Рік                                 | Результат                           | Місце                               | І                                   | В                                   | Н                                   | П                                   | Г+                                  | Г-                                  | РГ                                  |
| ----------------------------------- | ----------------------------------- | ----------------------------------- | ----------------------------------- | ----------------------------------- | ----------------------------------- | ----------------------------------- | ----------------------------------- | ----------------------------------- | ----------------------------------- |
| 1985–1987                           | не кваліфікувалася                  | не кваліфікувалася                  | не кваліфікувалася                  | не кваліфікувалася                  | не кваліфікувалася                  | не кваліфікувалася                  | не кваліфікувалася                  | не кваліфікувалася                  | не кваліфікувалася                  |
| 1989                                | третє місце                         | 3-є                                 | 6                                   | 3                                   | 2                                   | 1                                   | 11                                  | 7                                   | +4                                  |
| Усього                              | третє місце                         | 1/3                                 | 6                                   | 3                                   | 2                                   | 1                                   | 11                                  | 7                                   | +4                                  |

### Юнацький чемпіонат Європи (U-16)
| Статистика юнацьких чемпіонатів Європи (U-16) | Статистика юнацьких чемпіонатів Європи (U-16) | Статистика юнацьких чемпіонатів Європи (U-16) | Статистика юнацьких чемпіонатів Європи (U-16) | Статистика юнацьких чемпіонатів Європи (U-16) | Статистика юнацьких чемпіонатів Європи (U-16) | Статистика юнацьких чемпіонатів Європи (U-16) | Статистика юнацьких чемпіонатів Європи (U-16) | Статистика юнацьких чемпіонатів Європи (U-16) | Статистика юнацьких чемпіонатів Європи (U-16) |
| Рік                                           | Результат                                     | Місце                                         | І                                             | В                                             | Н                                             | П                                             | Г+                                            | Г-                                            | РГ                                            |
| --------------------------------------------- | --------------------------------------------- | --------------------------------------------- | --------------------------------------------- | --------------------------------------------- | --------------------------------------------- | --------------------------------------------- | --------------------------------------------- | --------------------------------------------- | --------------------------------------------- |
| 1982–1984                                     | не кваліфікувалася                            | не кваліфікувалася                            | не кваліфікувалася                            | не кваліфікувалася                            | не кваліфікувалася                            | не кваліфікувалася                            | не кваліфікувалася                            | не кваліфікувалася                            | не кваліфікувалася                            |
| 1985                                          | перший раунд                                  | 15-е                                          | 3                                             | 0                                             | 1                                             | 2                                             | 1                                             | 5                                             | –4                                            |
| 1986                                          | перший раунд                                  | 9-е                                           | 3                                             | 1                                             | 1                                             | 1                                             | 4                                             | 5                                             | –1                                            |
| 1987                                          | перший раунд                                  | 5-е                                           | 3                                             | 2                                             | 0                                             | 1                                             | 5                                             | 3                                             | +2                                            |
| 1988                                          | віце-чемпіон                                  | 2-е                                           | 5                                             | 3                                             | 2                                             | 0                                             | 6                                             | 0                                             | +6                                            |
| 1989                                          | переможець                                    | 1-е                                           | 5                                             | 5                                             | 0                                             | 0                                             | 15                                            | 2                                             | +13                                           |
| 1990                                          | четверте місце                                | 4-е                                           | 5                                             | 2                                             | 2                                             | 1                                             | 9                                             | 7                                             | +2                                            |
| 1991                                          | перший раунд                                  | 5-е                                           | 3                                             | 2                                             | 1                                             | 0                                             | 4                                             | 1                                             | +3                                            |
| 1992                                          | четверте місце                                | 4-е                                           | 5                                             | 2                                             | 1                                             | 2                                             | 5                                             | 6                                             | –1                                            |
| 1993                                          | груповий етап                                 | 13-е                                          | 3                                             | 0                                             | 1                                             | 2                                             | 3                                             | 6                                             | –3                                            |
| 1994                                          | чвертьфінали                                  | 6-е                                           | 4                                             | 2                                             | 1                                             | 1                                             | 5                                             | 1                                             | +4                                            |
| 1995                                          | переможець                                    | 1-е                                           | 6                                             | 5                                             | 0                                             | 1                                             | 14                                            | 5                                             | +11                                           |
| 1996                                          | переможець                                    | 1-е                                           | 6                                             | 5                                             | 1                                             | 0                                             | 16                                            | 3                                             | +13                                           |
| 1997                                          | не кваліфікувалася                            | не кваліфікувалася                            | не кваліфікувалася                            | не кваліфікувалася                            | не кваліфікувалася                            | не кваліфікувалася                            | не кваліфікувалася                            | не кваліфікувалася                            | не кваліфікувалася                            |
| 1998                                          | четверте місце                                | 4-е                                           | 6                                             | 3                                             | 1                                             | 2                                             | 9                                             | 7                                             | +2                                            |
| 1999                                          | чвертьфінали                                  | 6-е                                           | 4                                             | 2                                             | 1                                             | 1                                             | 8                                             | 7                                             | +1                                            |
| 2000                                          | переможець                                    | 1-е                                           | 6                                             | 4                                             | 1                                             | 1                                             | 9                                             | 6                                             | +3                                            |
| 2001                                          | не кваліфікувалася                            | не кваліфікувалася                            | не кваліфікувалася                            | не кваліфікувалася                            | не кваліфікувалася                            | не кваліфікувалася                            | не кваліфікувалася                            | не кваліфікувалася                            | не кваліфікувалася                            |
| Усього                                        | 4 перемоги                                    | 15/19                                         | 67                                            | 38                                            | 14                                            | 15                                            | 113                                           | 64                                            | +49                                           |